# وفیق صفا
وفیق صفا (زاده ۱۹۶۰)، مقام امنیتی لبنانی و از اعضای ارشد حزب‌الله لبنان است. صفا، به عنوان رئیس واحد ارتباط و هماهنگی حزب‌الله از اواخر دهه ۱۹۸۰ و گزارش مستقیم به دبیرکل این گروه، ریاست سرویس‌های امنیتی حزب‌الله و مدیریت روابط این گروه در سیاست لبنان را بر عهده دارد. گاهی از او به عنوان «وزیر دفاع» یا «وزیر کشور» حزب‌الله، یاد می‌شود.
وفاداری صفا به رهبر اسلامگرای لبنان، حسین موسوی، منجر به اخراج او توسط امل در اوایل دهه ۱۹۸۰ شد. صفا بعداً قبل از پیوستن به حزب‌الله در سال ۱۹۸۴، در کنار ابراهیم عقیل، یکی از اعضای سلولی بود که در تسهیل انفجار مقر تفنگداران دریایی آمریکا در بیروت در ۱۹۸۳، مشارکت داشت.